# هندري كوردوفا
هندري كوردوفا (بالإسبانية: Hendry Córdova)‏ (11 يونيو 1984 بسان بيدرو سولا في هندوراس - ) هو مدرب كرة قدم ولاعب كرة قدم هندوراسي في مركز الوسط. شارك مع منتخب هندوراس لكرة القدم. أما مع النوادي، فقد لعب مع نادي ماراثون ونادي ديبورتيفو أوليمبيا ونادي بلاتنسي ونادي بيدا.

## مسيرته الكروية
لعب هندري كوردوفا خلال مسيرته الاحترافية مع 4 أندية في أحد عشر موسمًا وسجل خلالها 5 أهداف ضمن 175 مباراة. ولم يفز بأي موسم بالكأس وفاز في موسمين بالدوري.
خاض هندري كوردوفا مسيرته مع نادي بلاتنسي في موسم 2006–07 في المرة الأولى ليلعب معه ستة مواسم ثم في موسم 2014–15 لمدة موسم واحد، مشاركًا طوالها في 123 مباراة سجل خلالها 5 أهداف. ثم انتقل إلى نادي ديبورتيفو أوليمبيا في موسم 2012–13 ولمدة موسمين، حيث شارك في 37 مباراة ولم يسجل أي هدف. لينتقل بعدها إلى نادي بيدا في موسم 2013–14 لمدة موسم واحد، مشاركًا في 12 مباراة ولم يسجل أي هدف أيضًا. ثم انتقل إلى نادي ماراثون في موسم 2015–16 لمدة موسم واحد، مشاركًا في 3 مباريات ولم يسجل أي هدف أيضًا.

## وصلات خارجية
- هندري كوردوفا على موقع قاعدة بيانات كرة القدم.إي يو (الإنجليزية)
- هندري كوردوفا على موقع ناشيونال فوتبول تيمز (الإنجليزية)
- هندري كوردوفا على موقع Soccerway.com (الإنجليزية)